# Thorne-Żytkow-object
Een Thorn-Zytkow object is een stersysteem waarbij de ene component, een neutronenster zich binnen de atmosfeer van een rode reus bevindt. Dit type sterren werd voorspeld in de jaren 70 door Kip Thorne en Anna Żytkow. Door de invloed van de compacte component kan dit type ster andere isotopen-verhoudingen produceren dan een normale rode reus. Met name lithium, rubidium en molybdeen komen meer voor dan voor een rode reus mag worden verwacht. In 2014 werd HV 2112 als eerste kandidaat voor dit type ster genoemd.